# ルイーズ・カトリーヌ・ブレスラウ

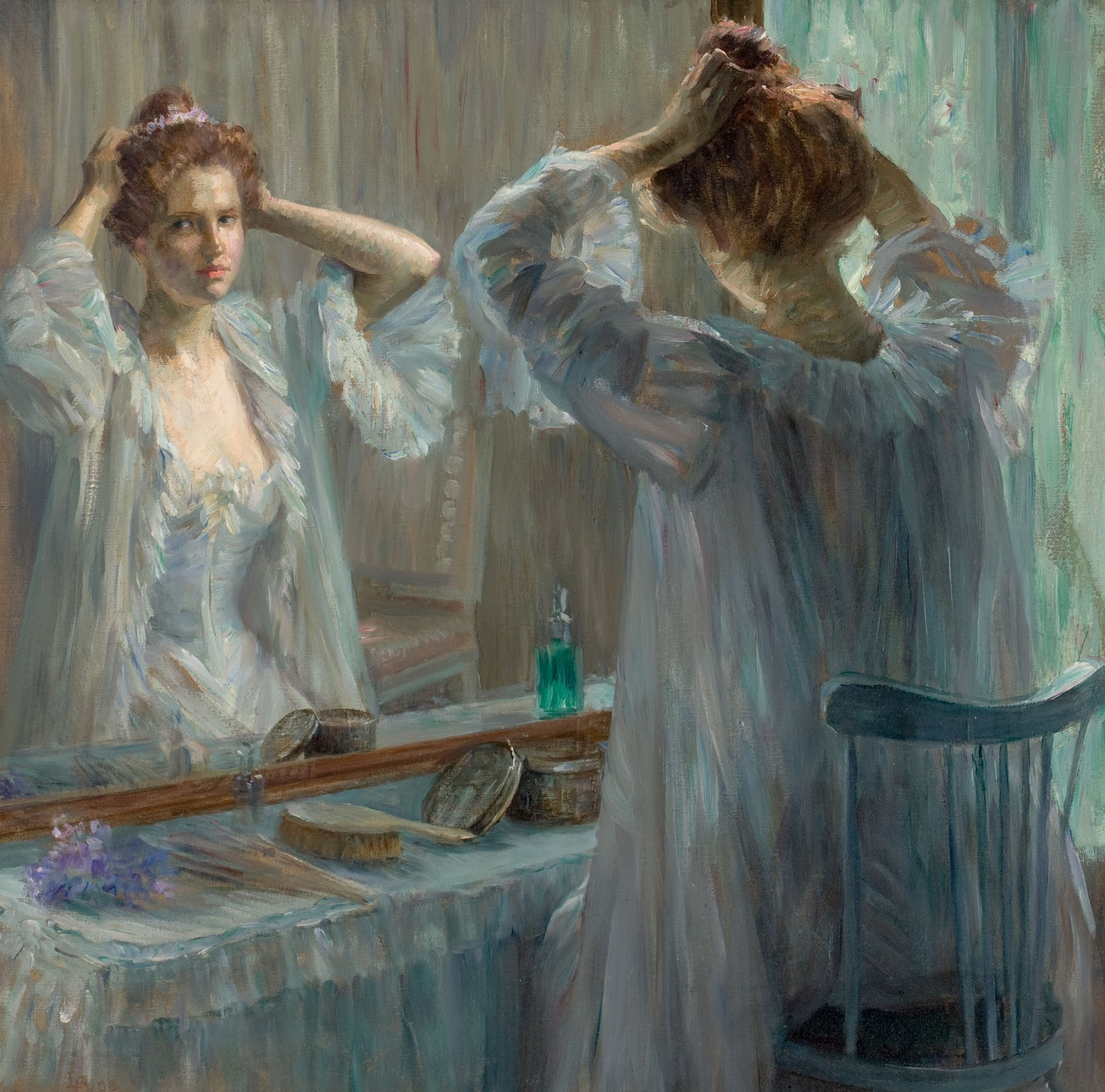
ルイーズ・カトリーヌ・ブレスラウ作「化粧」 (1898)

ルイーズ・カトリーヌ・ブレスラウ、ドイツ名、マリア・ルイーゼ・カタリナ・ブレスラウ（Louise Catherine Breslau 、ドイツ名:  Maria Luise Katharina Breslau、1856年12月6日 - 1927年5月12日）はドイツ生まれの画家で、スイスで育ち、フランスで画家として活動した。

## 略歴
ミュンヘンで生まれた。父親は産科、婦人科の医学者で、父親がチューリッヒ大学の教授に招かれたためにスイスで育った。喘息の持病を持ち、入院生活の中で絵を描くようになった。父親の亡くなった後、喘息に良いと思われた、ボーデン湖近くの修道院で、生活し教育を受けた。修道院に長く滞在する間に芸術家になる決意をした。
チューリッヒの画家、フィッファー(Eduard Pfyffer)から絵を学んだあと、女性が画家になるためにはスイスを出てパリで本格的に学ぶ必要があると考え、1874年に母親とパリに移った。パリ国立高等美術学校は当時、女性の入学、外国人の入学を認めていなかったので、1876年から女性のためのクラスを開いた私立美術学校、アカデミー・ジュリアンに入学した。当時ブレスラウは20歳であった。
アカデミー・ジュリアンで、才能はトニ・ロベール＝フルーリーらの教授たちに注目され、同じクラスで学び、後に修行時代からの「日記」が出版された女性画家マリ・バシュキルツェフの日記ではバシュキルツェフはブラスラウをライバルとして見ていたとしている。アイルランド人の女性画家であるセアラ・パーサーともアカデミーで知り合い、その後も生涯にわたって親しく交際する友人となった。当時のフランスでもルイズ・アベマ、ローザ・ボヌール、メアリー・カサット、シュザンヌ・ヴァラドン、ベルト・モリゾといった女性画家が知られていただけだった。
1879年にアカデミー・ジュリアンの女子学生として最初にサロン・ド・パリに肖像画を出展した。パリにスタジオを開き、毎年サロンに出展した。詩人などの友人の肖像画を多く描いた。1880年にはブルターニュに滞在し、「写実主義」の画家、ジュール・ブルトンと知り合った。
1881年に名前をフランス風の「ルイーズ・カトリーヌ」とし、作品には「LCB」と署名した。美術批評の雑誌「ラ・ヴィ・モデルネ(La Vie Moderne)」に印象派の画家についての記事を寄稿し、この雑誌で有名な文学者アルフォンス・ドーデはブレスラウの作品について何度か言及した。印象派の画家、マネに影響を受けた作品を1883年に制作した。
展覧会でブレスラウの作品は、大衆や批評家に好評で、パリの裕福な顧客から注文が得られるようになった。ロンドンやチューリッヒでも作品を展示し、1883年にジュネーブの美術館に作品が買い上げられた。
1897年にフランス政府にも作品を買い上げられ、現在、オルセー美術館に収蔵されている。1898年にはリトグラフの作品が美術雑誌「レスタンプ・モデルヌ」によって出版された。1889年のパリ万国博覧会の展覧会で金メダルを受賞した。
1890年に国民美術協会がジャン＝ルイ＝エルネスト・メッソニエ、ピエール・ピュヴィス・ド・シャヴァンヌ、オーギュスト・ロダンらによって再興された時、184人の創立メンバーのうちマドレーヌ・ルメールと、たった2人の女性の創立メンバーとなった。
1900年のパリ万国博覧会ではスイスの展示の役員になり、展覧会では金メダルを受賞した。1901年にレジオン・ドヌール勲章シュヴァリエを受勲した。1901年にスイス人画家フェリックス・ヴァロットンやウジェーヌ・グラッセとともにパリで活動するスイス人画家のグループ展をチューリッヒとバーゼルで開いた。 
第一次世界大戦が始まると、スイス国籍であったが、パリに留まり、出征する兵士たちの肖像画を家族のために描き、1917年に戦死した有名なパイロット、ジョルジュ・ギンヌメールの肖像画を描いた。戦後、健康状態は悪化したが1919年のサロンに参加した。1921年に回顧展が開かれた。1925年にチューリッヒでの展覧会に出席するためにスイスに帰国した。
1927年にパリで死去した。

## 作品

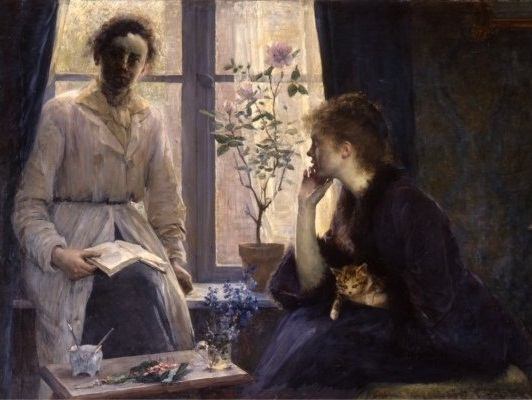
午後5時のお茶 (1883)
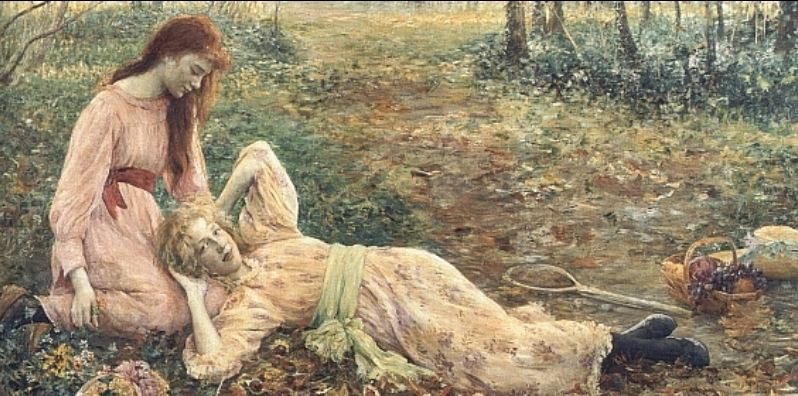
友人 (1902)
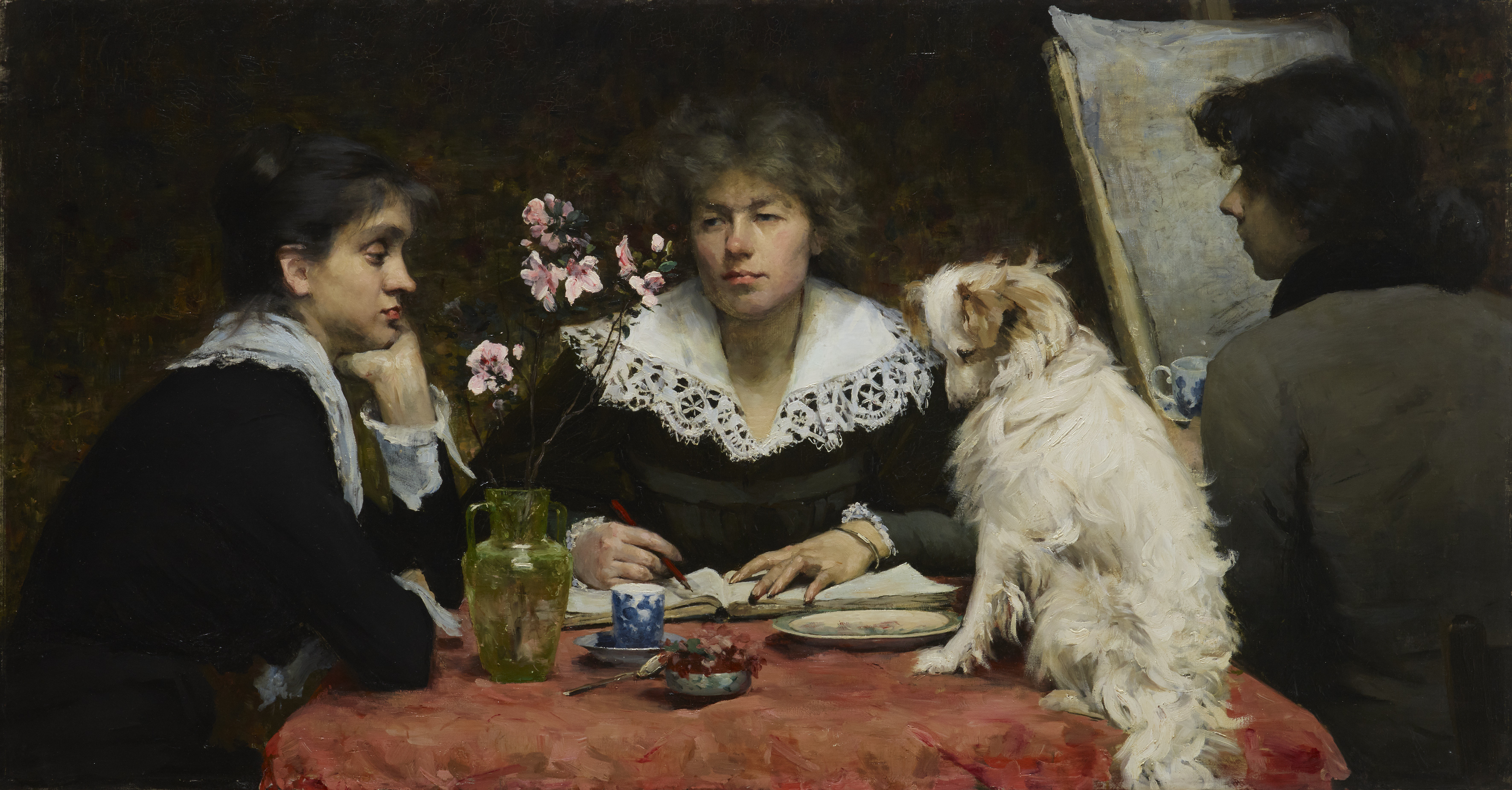
テーブルでの会話 (1905)

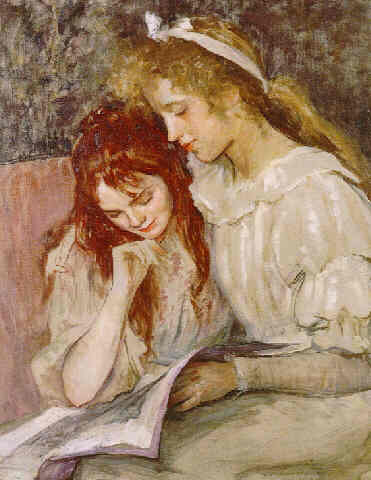
読書する少女 (1897)
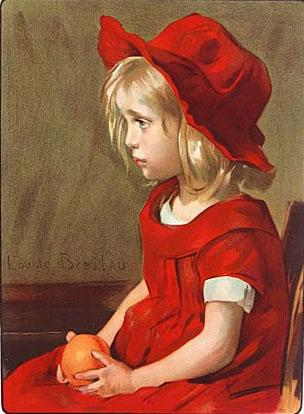
オレンジ色の服の女の子 (c.1900)
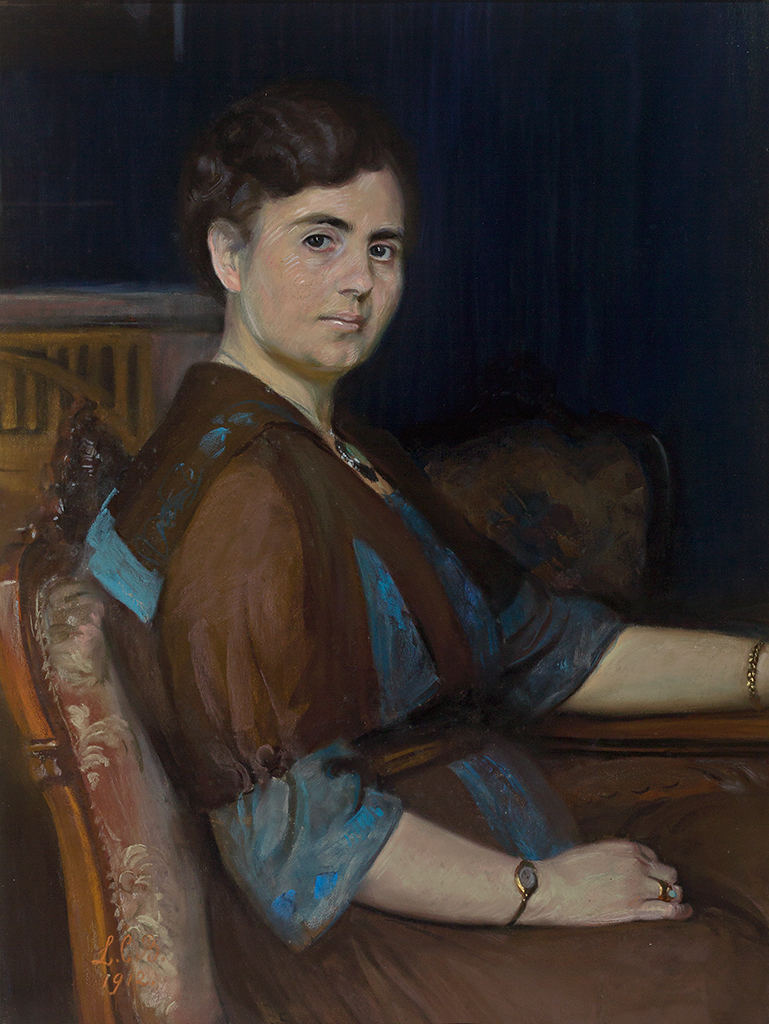
座っている女性 (1912)
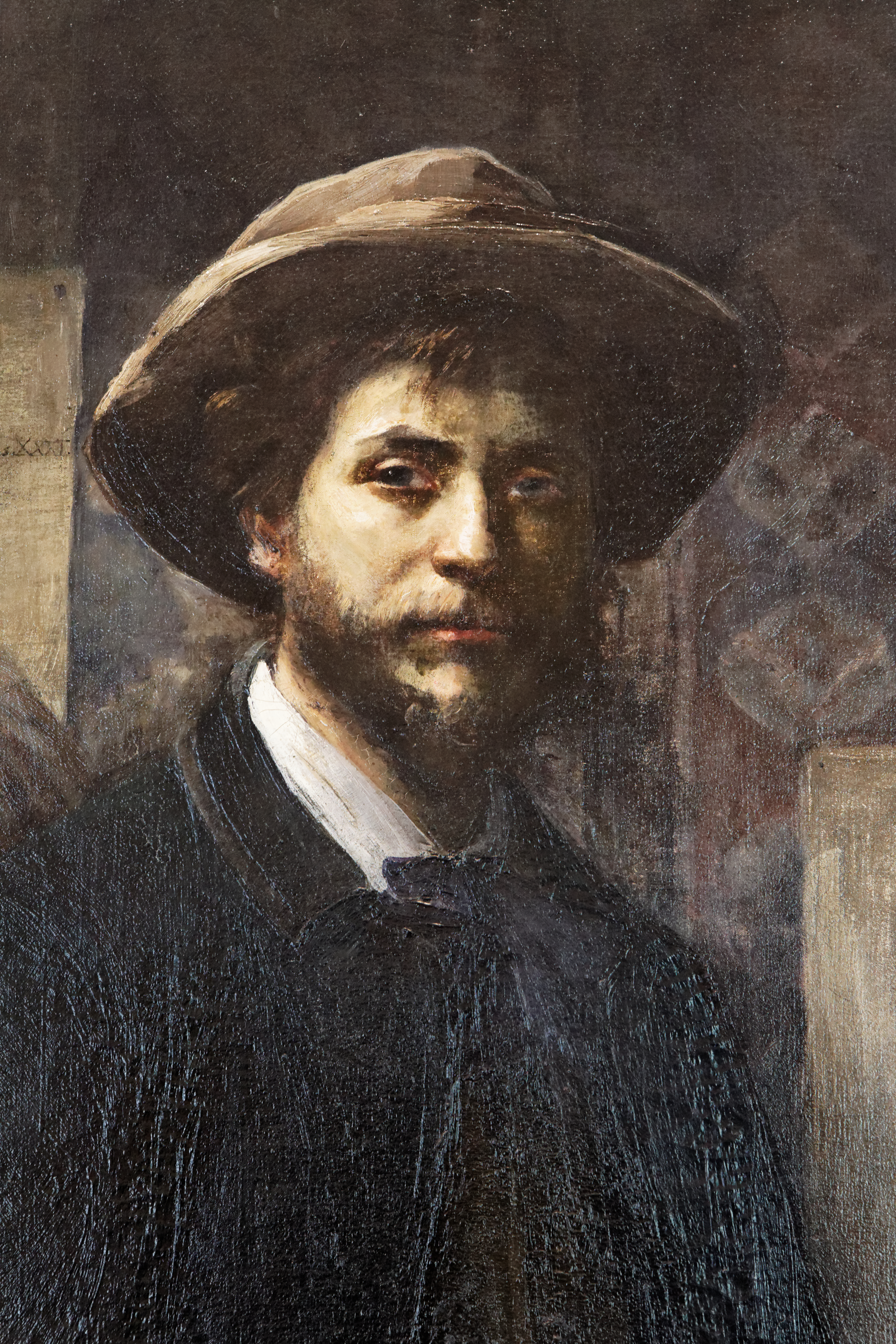
ジャン＝ジョゼフ・カリエス-彫刻家